# Zidane-kopstoot

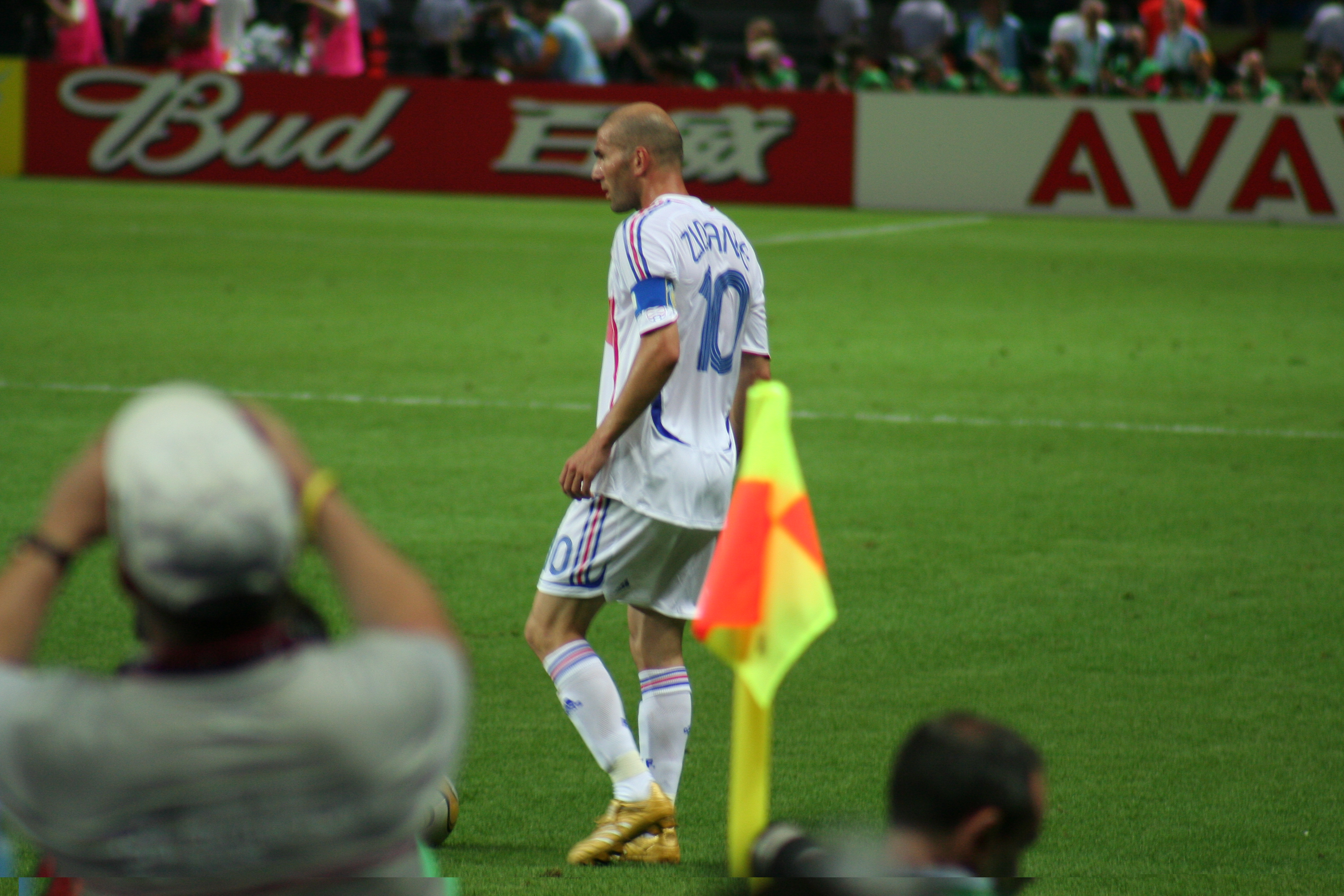
Zinédine Zidane.

In de 110e minuut van de finale van het Wereldkampioenschap voetbal 2006 gaf de Franse voetballer Zinédine Zidane een beruchte kopstoot tegen de borst van de Italiaan Marco Materazzi. Dit historische voetbalmoment staat te boek als de Zidane-kopstoot.
Na het geven van de kopstoot ontving Zidane een rode kaart van de scheidsrechter Horacio Elizondo, waardoor Zidane het veld moest verlaten. Zidane had al voor het toernooi aangegeven zijn professionele carrière te willen beëindigen na het WK 2006. De kopstoot werd de laatste actie van Zidane's carrière. Na de finale ontstonden allerlei geruchten, zo zou Marco Materazzi de Fransman hebben uitgemaakt voor terrorist, en tevens zijn zus en moeder hebben beledigd. Naar Materazzi's zeggen lag het echter anders: hij trok Zidane aan zijn shirtje, waarop deze zou hebben geroepen: "Als je mijn shirt zo graag wil hebben, geef ik je het wel na de wedstrijd." Daarop zou Materazzi geantwoord hebben: "Ik heb liever je zus, de hoer." 
De FIFA heeft beide spelers na een uitgebreid onderzoek bestraft met een geldboete en schorsingen.

## Internet
In de dagen na de finale waren er op internet veel variaties van de kopstoot te vinden. De kopstoot werd op allerlei manieren bewerkt, vaak met humoristische doeleinden. Zo werden de twee voetballers uitgebeeld als een karakter uit het vechtspel Street Fighter, Mortal Kombat of Super Mario. Ook waren er politiek getinte animaties; zo was te zien dat Zidane een kopstoot uitdeelt aan Fidel Castro of Jacques Chirac. Deze plaatjes werden massaal verstuurd via e-mail, geplaatst op websites of gepost op internetfora. Bij diverse websites was het zelfs mogelijk spellen te spelen waarbij de speler in de vorm van Zidane aan zo veel mogelijk Materazzi's kopstoten uit moest delen. Ook ging er een film van een Missverkiezing in roulatie, waarin de Franse deelneemster een kopstoot uitdeelt aan de deelneemster uit Italië.

## Popcultuur
Enkele dagen na de finale kwam het nummer Coup de Boule (Frans voor kopstoot) uit. Eerst ging hij rond op internet, maar vanwege een grote populariteit werd hij later ook als single verkocht. Het liedje heeft enkele weken op de nummer 1-positie gestaan in de Franse hitlijsten. In het nummer komen onder meer de zinnen Zidane, il a frappé (Zidane, hij heeft geslagen) en Barthez n'a rien arreté (Barthez heeft niks gestopt) 